# Bobby V

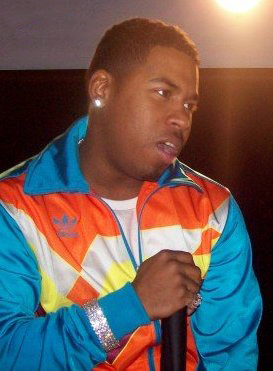
Bobby V, 2006

Bobby V (* 27. Februar 1980 in Mississippi; auch Bobby Valentino, eigentlich Bobby Marcel Wilson) ist ein amerikanischer R&B-Sänger.

## Biografie
Bobby Marcel Wilson wuchs in Atlanta, Georgia auf. Im Alter von 16 stieg er als Mitglied des mittlerweile aufgelösten Nachwuchs-Quartetts Mista in das Musikgeschäft ein. Einige Jahre nach der Auflösung der Band begann er ein Studium der Kommunikationswissenschaften an der Clark University von Atlanta, welches er 2004 mit dem Bachelor of Arts beendete.
Im Moment steht Wilson, genannt Bobby V. bei Def Soul unter Vertrag und ist ein Teil von Ludacris’ Disturbing Tha Peace Label. Die erste Single, Slow Down, aus seinem Debütalbum Disturbing tha Peace Presents: Bobby Valentino wurde 2005 zu einem Top-10-Hit in den amerikanischen Billboard Hot 100 Charts und erreichte auch in Deutschland und der Schweiz mitunter die Top 40 Singlecharts. Noch im selben Jahr tourte er während der Scream-4-Tour mit anderen R&B-/Hip-Hop-Musikern wie Bow Wow und Omarion durch die Staaten. Als zweite Single aus dem Debüt-Album wurde "Tell Me" veröffentlicht.
Am 8. Mai 2007 veröffentlichte Valentino sein zweites Album Special Occasion. Die erste Single daraus trug den Titel Turn the Page und wurde von Darkchild produziert.
Sein letztes Album erschien am 16. Oktober 2012, Dusk Till Dawn.
2013 erschien das neue Album Bellum Et Pax des Deutschrappers Fard. Der amerikanische R&B-Künstler startet quasi einen Neuanfang und nennt sich nun Bobby V. Als Featuregast singt und spielt er im Musikvideo zum Lied Zu spät/I Remember when mit.

## Diskografie

### Studioalben
| Jahr | Titel            | Höchstplatzierung, Gesamtwochen, AuszeichnungChartplatzierungen (Jahr, Titel, Platzierungen, Wochen, Auszeichnungen, Anmerkungen) | Höchstplatzierung, Gesamtwochen, AuszeichnungChartplatzierungen (Jahr, Titel, Platzierungen, Wochen, Auszeichnungen, Anmerkungen) | Höchstplatzierung, Gesamtwochen, AuszeichnungChartplatzierungen (Jahr, Titel, Platzierungen, Wochen, Auszeichnungen, Anmerkungen) | Höchstplatzierung, Gesamtwochen, AuszeichnungChartplatzierungen (Jahr, Titel, Platzierungen, Wochen, Auszeichnungen, Anmerkungen) | Höchstplatzierung, Gesamtwochen, AuszeichnungChartplatzierungen (Jahr, Titel, Platzierungen, Wochen, Auszeichnungen, Anmerkungen) | Anmerkungen                                              |
| Jahr | Titel            | DE | AT | CH | UK | US | Anmerkungen                                              |
| ---- | ---------------- | --- | --- | --- | --- | --- | -------------------------------------------------------- |
| 2005 | Bobby Valentino  | DE87 (2 Wo.)DE | — | — | UK34 Gold · (13 Wo.)UK | US3 Gold · (23 Wo.)US | Erstveröffentlichung: 26. April 2005 Verkäufe: + 600.000 |
| 2007 | Special Occasion | — | — | — | UK68 (2 Wo.)UK | US3 (12 Wo.)US | Erstveröffentlichung: 8. Mai 2007                        |
| 2009 | The Rebirth      | — | — | — | — | US7 (9 Wo.)US | Erstveröffentlichung: 10. Februar 2009                   |
| 2011 | Fly on the Wall  | — | — | — | — | US9 (4 Wo.)US | Erstveröffentlichung: 22. März 2011                      |
| 2012 | Dusk Till Dawn   | — | — | — | — | US91 (1 Wo.)US | Erstveröffentlichung: 16. Oktober 2012                   |

### EPs
- 2008: Come with Me
- 2013: Peach Moon

### Singles
| Jahr | Titel Album                                       | Höchstplatzierung, Gesamtwochen, AuszeichnungChartplatzierungen (Jahr, Titel, Album, Platzierungen, Wochen, Auszeichnungen, Anmerkungen) | Höchstplatzierung, Gesamtwochen, AuszeichnungChartplatzierungen (Jahr, Titel, Album, Platzierungen, Wochen, Auszeichnungen, Anmerkungen) | Höchstplatzierung, Gesamtwochen, AuszeichnungChartplatzierungen (Jahr, Titel, Album, Platzierungen, Wochen, Auszeichnungen, Anmerkungen) | Höchstplatzierung, Gesamtwochen, AuszeichnungChartplatzierungen (Jahr, Titel, Album, Platzierungen, Wochen, Auszeichnungen, Anmerkungen) | Höchstplatzierung, Gesamtwochen, AuszeichnungChartplatzierungen (Jahr, Titel, Album, Platzierungen, Wochen, Auszeichnungen, Anmerkungen) | Anmerkungen                                                                                      |
| Jahr | Titel Album                                       | DE | AT | CH | UK | US | Anmerkungen                                                                                      |
| ---- | ------------------------------------------------- | --- | --- | --- | --- | --- | ------------------------------------------------------------------------------------------------ |
| 2005 | Pimpin’ All Over the World The Red Light District | — | — | — | — | US9 (20 Wo.)US | Erstveröffentlichung: 14. Juni 2005 Ludacris feat. Bobby V                                       |
| 2005 | Slow Down Bobby Valentino                         | DE31 (9 Wo.)DE | — | CH35 (11 Wo.)CH | UK4 Gold · (12 Wo.)UK | US8 Gold · (22 Wo.)US | Erstveröffentlichung: 4. Juli 2005 Verkäufe: + 900.000                                           |
| 2005 | Tell Me Bobby Valentino                           | — | — | — | UK38 (4 Wo.)UK | US51 (14 Wo.)US | Erstveröffentlichung: 24. September 2005                                                         |
| 2007 | Anonymous Special Occasion                        | — | — | — | UK25 (8 Wo.)UK | US49 (12 Wo.)US | Erstveröffentlichung: 9. April 2007 feat. Timbaland                                              |
| 2008 | Mrs. Officer Tha Carter III                       | — | — | — | UK57 Silber · (4 Wo.)UK | US16 ×3Dreifachplatin + Platin (Mastertone) · (22 Wo.)US                                                                                 | Erstveröffentlichung: 9. September 2008 Lil Wayne feat. Bobby & Kidd Kidd; Verkäufe: + 4.200.000 |
| 2008 | Beep The Rebirth                                  | — | — | — | — | US55 (12 Wo.)US | feat. Yung Joc                                                                                   |

Weitere Singles
- 2006: Turn the Page (Special Occasion)
- 2007: Rearview (Special Occasion; feat. Ludacris)
- 2008: Spotlight (feat. G Fiive)
- 2010: Phone # (Fly on the Wall; feat. Plies)
- 2011: 3 AM